# Indenrigsministerium
Indenrigsministerium er en betegnelse for det ministerium, som har med indenrigsmæssige affærer at gøre. I Danmark drejede det sig f.eks. om hospitalsområdet og det kommunale område. Indenrigsministeriets øverste politiske chef var indenrigsministeren, mens den administrative ledelse blev forestået af departementschefen.
I mange lande henhører også politi og sikkerhedstjeneste under indenrigsministeriet. I Danmark hører de under Justitsministeriet.

## Indenrigsministeriet i Danmark
Det danske Indenrigsministerium blev oprettet den 16. november 1848 og havde frem til 2001 en selvstændig tilværelse.
Ved Regeringen Anders Fogh Rasmussens tiltræden i 2001 blev Indenrigsministeriet lagt sammen med Sundhedsministeriet og Lars Løkke Rasmussen blev udpeget til minister for det sammenlagte ministerium. Efter Folketingsvalget 2007 blev Indenrigs- og Sundhedsministeriet opdelt, og indenrigsdelen blev den 23. november 2007 sammen med blandt andet Socialministeriet lagt ind under Velfærdsministeriet. Navnet kom dog i brug igen allerede halvandet år senere, da Velfærdsministeriet den 7. april 2009 blev omdøbt til Indenrigs- og Socialministeriet samtidig med udnævnelsen af Karen Ellemann til ny minister.
Fra 21.januar 2021 er det danske indenrigsministerium en del af Indenrigs- og Boligministeriet. Nuværende og første indenrigs- og boligminister er Kaare Dybvad fra Socialdemokratiet.